# 格拉斯河畔特雷邦
格拉斯河畔特雷邦（法語：Trébons-sur-la-Grasse）是法国上加龙省的一个市镇，属于图卢兹区。

## 地理
格拉斯河畔特雷邦（43°27'2"N, 1°43'22"E）面积10.87 平方千米，位于法国奧克西塔尼大區上加龙省，该省份为法国西南部内陆省份，西南端与西班牙接壤，自此顺时针与上比利牛斯省、热尔省、塔恩-加龙省、塔恩省、奥德省和阿列日省接壤。
与格拉斯河畔特雷邦接壤的市镇（或旧市镇、城区）包括：瓦雷讷、塞萨勒、莫尔蒙、蒙加亚尔洛拉盖、圣热尔米耶、圣樊尚、瓦莱格。

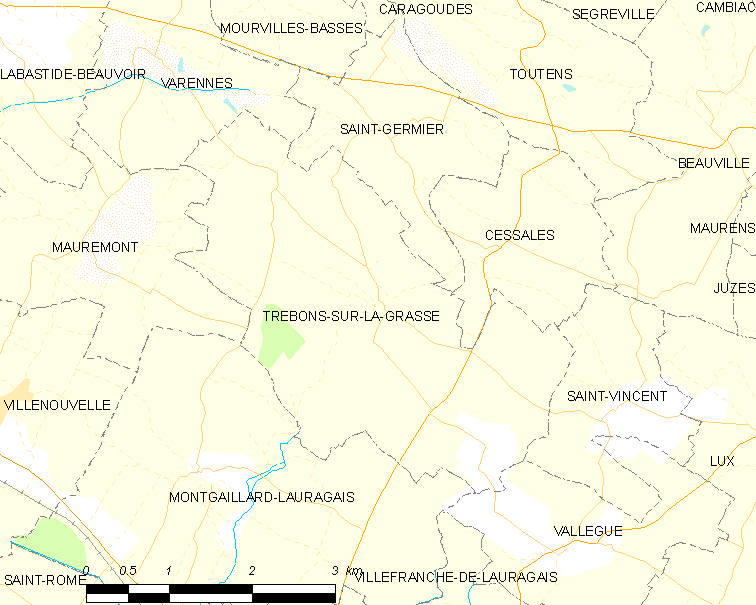
格拉斯河畔特雷邦的OSM定位图

格拉斯河畔特雷邦的时区为UTC+01:00、UTC+02:00（夏令时）。

## 行政
格拉斯河畔特雷邦的邮政编码为31290，INSEE市镇编码为31560。

## 政治
格拉斯河畔特雷邦所属的省级选区为勒韦勒县。

## 人口

1962-2008年间格拉斯河畔特雷邦人口变化图示

格拉斯河畔特雷邦于2022年1月1日时的人口数量为493人。